# ユーリー・ファイエル
ユーリー・フョードロヴィチ・ファイエル（露: Юрий Фёдорович Файер；ラテン文字表記：Yuri Fyodorovich Faier、1890年1月17日（ユリウス暦1月5日）キエフ - 1971年8月3日 モスクワ）はソビエト連邦の指揮者。ソ連人民芸術家（1951年授与）。スターリン賞受賞者。バレエ指揮者として知られた。

## 概要
1980年、ロシア帝国領キエフで生まれた。1906年にキエフの音楽学校を卒業し、ヴァイオリニストとしていくつかのオーケストラに所属して活動した。1909年から1910年の間はリガ歌劇場でコンサートマスターおよび指揮者として、1914年から1915年の間はジミーン・オペラ劇場でヴァイオリニストとして活動した。
1917年、モスクワ音楽院に入学し、ヴァイオリンをゲオルギー・ドゥロフに師事。1919年に音楽院を卒業した。また、指揮法についてもヴァイオリニスト・作曲家であり、ボリショイ劇場のバレエ指揮者として活躍したアンドレイ・アレントス（1855年 - 1924年）について学んだ。まず、ヴァイオリニストとして1916年にボリショイ劇場のコンサートマスターとなり、1919年にドリーブの『コッペリア』を同劇場で指揮し、指揮者としてのデビューを果たした。1923年から1963年までの40年間にわたってボリショイ劇場の常任指揮者として活躍し、作曲家や振付師らとともに優れた舞台を作り上げ、ボリショイ・バレエの黄金期を築き上げた。
1971年、モスクワにて死去。

## ボリショイ劇場との活動
バレエのレパートリーは50曲以上に及び、そのうちの多くがボリショイ劇場初演作品であった。主なレパートリーのうち同時代のソ連作曲家の作品には、グリエールの『赤いけしの花』、『青銅の騎士』、アサフィエフの『バフチサライの泉』、『パリの炎』、プロコフィエフの『ロメオとジュリエット』、『シンデレラ』、『石の花』、ハチャトゥリアンの『ガイーヌ』、『スパルタクス』、ショスタコーヴィチの『明るい小川』などがある。
録音作品
メロディアに残された録音もバレエ作品が多く、ドリーブの『コッペリア』、チャイコフスキーの『白鳥の湖』、グラズノフの『ライモンダ』、『お嬢さん女中（恋愛合戦）』、グリエールの『赤いけしの花』、『青銅の騎士』などがある。

## 受賞・栄典
1937年にロシア連邦共和国人民芸術家、1951年にソ連人民芸術家の称号を授与された他、4度にわたりスターリン賞を受賞している。
- 1941年：スターリン賞第2席 高い水準のバレエ上演に対して
- 1946年：スターリン賞第1席 バレエ『シンデレラ』上演に対して
- 1947年：スターリン賞第1席 バレエ『ロメオとジュリエット』上演に対して
- 1950年：スターリン賞第2席 バレエ『赤いけしの花』上演に対して